# JAC S3
JAC S3 — компактный кроссовер, выпускаемый китайской компанией JAC Motors с 2013 года.

## Описание
Автомобиль JAC S3 впервые был представлен на Шанхайском автосалоне в 2013 году под индексом Heyue S30. В 2014 году автомобиль был переименован.
Цены на автомобиль варьировались от 65800 до 84800 юаней. Автомобиль оснащён двигателем внутреннего сгорания HFC4GB2.3E объёмом 1,5 литра, мощностью 113 л. с.
В 2016 и 2019 годах автомобиль прошёл рестайлинг. Также продаётся в России.

## Галерея
- Вид спереди
- Вид сзади
- Место водителя
- JAC S3
- Вид сзади
- Рестайлинг передней части
- Вид сбоку
- Вид сзади